# Barssia
Barssia is een geslacht van schimmels behorend tot de familie Helvellaceae. De typesoort is Barssia oregonensis.

## Soorten
Volgens Index Fungorum telt het geslacht twee soorten (peildatum november 2021):
| Soortnaam           | Auteur(s)                   | Publicatiejaar |
| ------------------- | --------------------------- | -------------- |
| Barssia peyronelii  | (Mattir.) Agnello & Kaounas | 2017           |
| Barssia yezomontana | (Kobayasi) Trappe           | 1979           |